# Théorie des jeux et comportements économiques
Theory of Games and Economic Behavior est un ouvrage publié en 1944 par le mathématicien John von Neumann et l'économiste Oskar Morgenstern. C'est l'ouvrage fondateur de la théorie des jeux ; il a des précurseurs chez Ernst Zermelo et Émile Borel. Il a aussi formalisé la théorie de l'utilité espérée.
L'ouvrage a été publié en français sous le titre Théorie des jeux et comportements économiques par l'université des sciences sociales de Toulouse en 1977. On trouve en ligne l'édition de 1953. Une édition commémorative a été publiée en 2004 pour le soixantième anniversaire  (ISBN 978-0691130613).